# داروشناسی

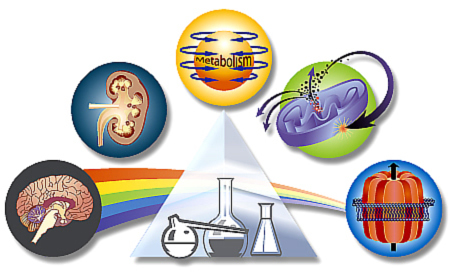
نمایهٔ عنوان‌های مختلفی که با واژه فارماکولوژی پیوند دارند

داروشناسی یا فارماکولوژی (به فرانسوی: Pharmacologie) شاخه‌ای از داروسازی و زیست‌شناسی است که به مطالعه واکنش متقابل داروها (یا مواد شیمیایی) بر جانداران می‌پردازد که منجر به ایجاد اثرات زیست‌شناختی این ترکیبات می‌گردد. داروشناسی شامل دو بخش فارماکودینامیک و فارماکوکینتیک است.
ریشهٔ تاریخی فارماکولوژی بالینی به سده‌های میانه و به کتاب پزشکی قانون نوشتهٔ ابن سینا و گزارش اسحاق نوشته پترس ایسپانوس و همچنین ژان اهلِ سَن‌آمان بازمی‌گردد.

## فارماکودینامیک و فارماکوکینتیک
داروشناسی مطالعهٔ تعامل بین جاندار و دارو یا مواد شیمیایی دریافت‌شده‌است که بر عملکرد طبیعی یا غیرطبیعی بیوشیمیایی اثر می‌گذارد. دو حوزه اصلی فارماکولوژی، فارماکودینامیک و فارماکوکینتیک هستند. به‌طور خلاصه فارماکودینامیک مطالعهٔ اثرات داروها بر بدن، و فارماکوکینتیک، اثر و رفتار بدن بر روی داروها است.
به بیان دیگر، فارماکودینامیک، مبحث فعل‌وانفعالات دارو در مواجهه با گیرنده‌های بیولوژیک، و فارماکوکینتیک، بحث و تعریف دربارهٔ جذب، توزیع، متابولیسم و دفع دارو در سیستم‌های بیولوژیکی است. لازم است یادآوری شود که داروشناسی (Pharmacology) با داروسازی (Pharmacy) دو واژهٔ جدا از هم هستند که گاهی به‌اشتباه به‌جای هم به‌کار می‌روند. فارماکولوژی چگونگی رفتار متقابل دارو و سامانه زیستی (بدن) است؛ ولی داروسازی در رابطه با مواد اولیه، آماده‌سازی، توزیع، مقدار (دوز) در استفاده از داروهای بی‌خطر و مؤثر است.

## بخش‌های تخصصی فارماکولوژی
فارماکولوژی به زیربخش‌های تخصصی‌تر زیر، تقسیم می‌شود:
- فارماکولوژی بالینی: با زمینهٔ پزشکی بالینی و مطالعهٔ اثر دارو بر روی انسان و حیوانات است.
- نوروفارماکولوژی: اثر دارو بر عملکرد سلول‌های دستگاه عصبی مرکزی و پیرامونی که به دو دسته رفتاری و مولکولی تقسیم می‌شود.[۵]
- روان داروشناسی (سایکوفارماکولوژی): اثر دارو بر روان و مغز، مشاهده تغییر رفتار مغز است.
- فارماکوژنتیک: آزمایش بالینی ژنتیکی دربارهٔ تفاوت بین افراد در پاسخ به داروها از نظر اثر درمانی یا عارضه جانبی.[۶]
- توکسیکولوژی یا سم‌شناسی: مطالعه اثرات مضر یا سمی داروها بر بدن است.